# Titus Omotara
Titus Omotara (* 8. April 1958) ist ein nigerianischer Tischtennisspieler mit internationaler Karriere in den 1970er und 1980er Jahren. Bei afrikanischen Kontinentalturnieren gewann er mehrere Medaillen, zudem nahm er an vier Weltmeisterschaften sowie an den Olympischen Spielen 1988 teil. Seit den 1990er Jahren arbeitet er als Tischtennistrainer.

## Werdegang
Bei Afrikameisterschaften kam Titus Omotara 1980 im Doppel mit Atanda Musa ins Endspiel, mit der nigerianischen Mannschaft holte er Gold. 1988 wurde er im Einzel Zweiter, den Mixed-Wettbewerb gewann er mit Bose Olateju Kaffo.  Erfolgreich war er auch bei African Games. Hier siegte er 1978 und 1987 im Teamwettbewerb. 1987 wurde er zudem Erster im Doppel mit Atanda Musa und Zweiter im Mixed mit Bose Olateju Kaffo. 1989 erreichte er bei den Commonwealth-Meisterschaften im Doppel mit Atanda Musa das Endspiel.
Von 1979 bis 1989 wurde Titus Omotara viermal für Weltmeisterschaften nominiert, kam dabei jedoch nie in die Nähe von Medaillenrängen. 1988 qualifizierte er sich für die Teilnahme am Doppelwettbewerb der Olympischen Spiele. Hier gelangen ihm mit seinem Partner Atanda Musa in den Gruppenspielen bei fünf Niederlagen lediglich zwei Siege, nämlich gegen Alain Choo-choy/Gilany Hosnani aus Mauritius und Andrei Masunow/Boris Rosenberg aus der Sowjetunion, womit die Hauptrunde verpasst wurde.
Nach dem Ende seiner internationalen Karriere arbeitete er als Trainer oder Spielertrainer, etwa ab 2016 beim spanischen Club Peñaskal de Bilbao.